# 阿纳托利·鲍里索维奇·库兹涅佐夫
阿纳托利·鲍里索维奇·库兹涅佐夫 (俄语：Анатолий Борисович Кузнецов；1930年12月31日—2014年3月7日），男，莫斯科人，苏联/俄罗斯电影和舞台剧演员。

## 生平
1930年生于莫斯科。苏德战争期间在古比雪夫度过。曾在伊波里托夫-伊凡诺夫音乐学校学习。1955年毕业于莫斯科艺术剧院。1958年成为职业演员。1979年获得俄罗斯人民艺术家称号。2014年3月7日在莫斯科去世，享年83岁。

## 主要参演
| 年份   | 电影               | 饰演                  |
| ------ | ------------------ | --------------------- |
| 1955年 | 《百货商店的秘密》 | 马特柳金中尉          |
| 1968年 | 《沙漠白日》       | 红军费奥多尔·苏霍夫   |
| 1969年 | 《解放》           | 空军格奥尔基·扎哈罗夫 |